# Albert Esch
Albert Esch (* 2. April 1883 in Eisgrub, Mähren; † 26. September 1954 in Wien) war ein österreichischer Landschaftsarchitekt.

## Leben
Albert Esch verbrachte mehrere Studienjahre in England, Frankreich und Belgien, bevor er sich in Wien niederließ und sich auf die Planung von Privatgärten und -parks spezialisierte. Über dieses Aufgabenfeld hinaus war er auch an zwei stadtplanerischen Projekten beteiligt: In einer Arbeitsgemeinschaft mit Karl Kotratschek und Paul Rückauf gewann er 1925 den ersten Preis beim Gestaltungswettbewerb „Topcider Park“ in Belgrad.
Esch allein gewann, ebenfalls 1925, den ersten Preis beim Wettbewerb zur Umgestaltung und Grüngestaltung des Stadtzentrums von Osijek (Kroatien). In der Zeit zwischen den zwei Weltkriegen war Esch einer der bekanntesten Landschaftsgestalter der Moderne in Wien. Er arbeitete bei seinen Hausgartengestaltungen mit Architekten der Wiener Schule zusammen (Hofmann/Augenfeld, Josef Frank), außerdem Arnošt Wiesner, Hermann John Hagemann. Er engagierte sich darüber hinaus stark für eine qualifizierte Berufsausbildung der Gartenarchitekten.
Sein Mitarbeiter von 1925 bis 1931 war der Gartenarchitekt Josef Oskar Wladar (1900–2002).

## Werke (Auswahl)
- Landschaftspark um die Burg Šternberk, 1907–1909
- Gärten der Arbeiterkolonie Ortmann in Pernitz-Muggendorf, zweiter Bauabschnitt, 1920–21
- Überplanung Stadtzentrum (Stadtpark) von Osijek, Kroatien, ab 1925
- Gestaltungsvorschlag für den Garten der Villa Lenobel, Wien, 1926
- Hausgarten des Architekten A. Mateju, Mauer bei Wien, 1927
- Hausgarten Kommerzialrat Hans Fehrer, Linz, 1928
- Hausgarten für Architekt Franz Paitl, Wien 19, Krottenbachstraße 190, 1929
- Hausgarten des Architekten Hermann John Hagemann, 1930
- Hausgarten Vasco dos Santos, Wien 18, Sternwartestraße 57d, 1931
- Hausgarten des Architekten Karl Dirnhuber, Wien, um 1933
- Hausgarten Dr. Karl Schmidt, Wien 19, Blaasstr. 30, vor 1935
- Hausgarten in Wien 12, Längenfeldgasse Nr. 27
- Grünanlage um das "Denkmal zu Ehren der Soldaten der Sowjetarmee" am Schwarzenbergplatz

## Publikationen
- Anton Eipeldauer, Albert Esch: Der zeitgemässe kleine Garten. Seine praktische Anlage und wichtige Pflege mit besonderer Berücksichtigung der Blumen, (Scholle-Bücherei; 116), Wien 1929
- Adalbert Camillo Baumgartner, Albert Esch: Der Garten von heute, sein Aufbau und seine Ausgestaltung. Wien [u. a.]: Winkler-Verlag, 1933
- Karl Maria Grimme: Gärten von Albert Esch, Michael Winkler Verlag, Wien u. Leipzig 1931